# Spilogona varsaviensis
Spilogona varsaviensis är en tvåvingeart som beskrevs av Johann Andreas Schnabl 1911. Spilogona varsaviensis ingår i släktet Spilogona och familjen husflugor. Arten är reproducerande i Sverige. Inga underarter finns listade i Catalogue of Life.